# Coricancha

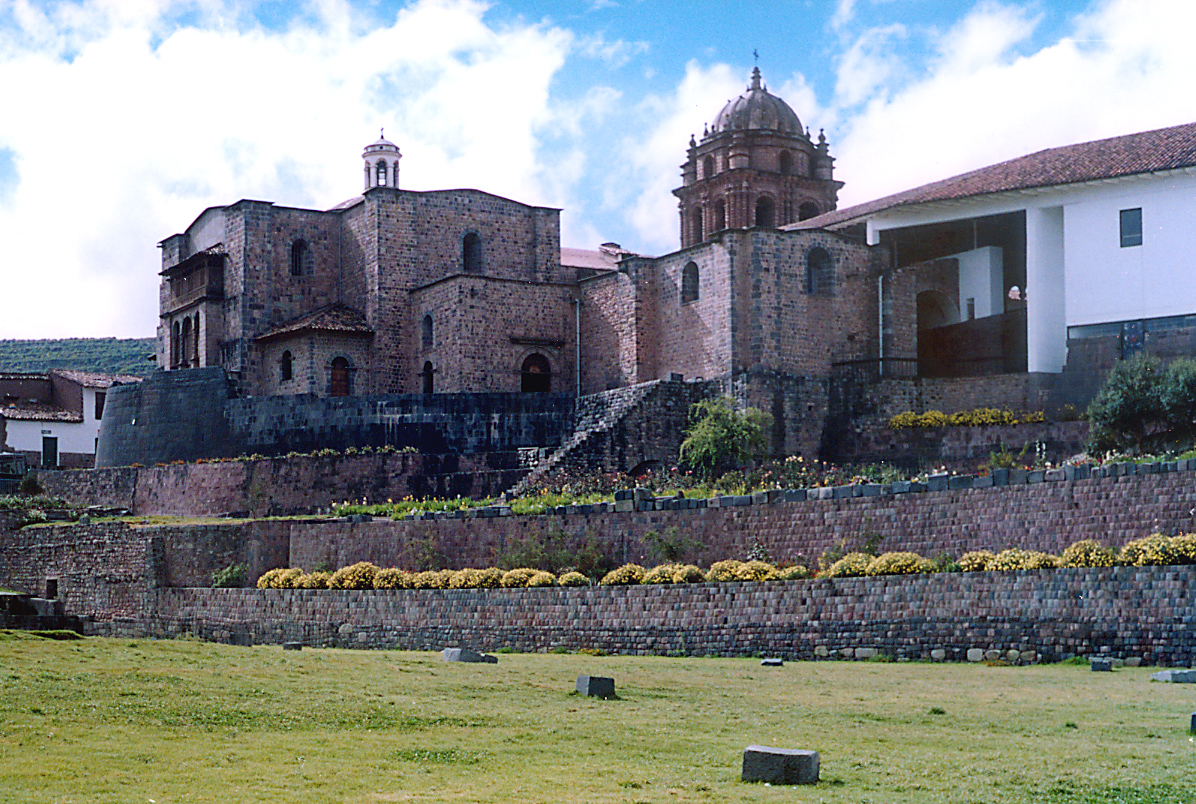
Coricancha visto dal fiume.

Il Coricancha (dal quechua, Quri Kancha che significa 'giardino d'oro'), chiamato Inti Kancha ('tempio del Sole') fu il tempio più importante nell'Impero Inca, dedicato principalmente a Inti, il Dio Sole. Si trovava a Cuzco, la capitale.

## La costruzione
I muri esterni ed interni e i pavimenti erano un tempo coperti da fogli d'oro solido, e nel giardino vi erano statue d'oro. Gli spagnoli descrissero il tempio come "favoloso da non crederci". 
Nel santuario principale un grande disco d'oro simboleggiava la divinità, circondato dalle mummie dei vari sovrani. Numerosi sacerdoti si affaccendavano all'interno dell'edificio: celebravano i sacrifici religiosi, organizzavano le danze sacre, riponevano in appositi archivi i quipu (mazzi di cordicelle di vari colori annodati in diversi modi, usati per censire la popolazione ed i beni).
Al centro del tempio si trovava un giardino in cui alberi, fiori, animali e personaggi erano riprodotti a grandezza naturale in oro con incrostazioni d'argento, di conchiglia purpurea, di turchesi ed altre pietre preziose. La maggior parte dell'oro raccolto anni dopo la costruzione per riempire la sala del capo Inca Atahualpa venne ottenuta da Coricancha: esso costituì il riscatto pagato inutilmente per la liberazione dagli spagnoli del giovane imperatore, che fu l'ultimo sovrano inca.

## I resti
La Chiesa di Santo Domingo, che venne costruita nel sito usando le fondazioni del tempio che era stato distrutto dagli spagnoli nel XVII secolo, è un esempio di architettura dove il lavoro Inca è stato incorporato nella struttura di un complesso coloniale. Diversi terremoti hanno danneggiato la chiesa, ma il basamento, costruito con blocchi di pietra incastonati tra loro, ha resistito efficacemente. Nelle vicinanze si trova un museo sotterraneo che contiene una quantità di pezzi interessanti, tra cui mummie, tessuti e idoli sacri.

## Disco d'oro
All'interno del tempio del Sole si trovava un grande disco d'oro, simbolo del dio solare Inti, collocato sopra un altare nella sala più sacra del complesso.
Secondo le cronache, le pareti del tempio erano ricoperte di lastre d’oro e decorate con statue, mentre il disco rifletteva la luce solare in occasione dei solstizi, illuminando un’area riservata esclusivamente all’imperatore. Il manufatto rappresentava la divinità solare e costituiva il fulcro religioso e politico del regno, sancendo il legame tra il sovrano e Inti, di cui l’imperatore era considerato il “figlio”.
Alcune interpretazioni moderne attribuiscono al disco anche funzioni astronomiche, ipotizzando che la sua posizione e il suo orientamento fossero utilizzati per calcolare eventi solstiziali e per cerimonie religiose legate al calendario incaico.